# Afrikaspiele 2023/Teilnehmer (Namibia)
| Gelbes Symbol für Goldmedaillen mit stilisierten Olympischen Ringen | Graues Symbol für Silbermedaillen mit stilisierten Olympischen Ringen | Braundes Symbol für Bronzemedaillen mit stilisierten Olympischen Ringen |
| ------------------------------------------------------------------- | --------------------------------------------------------------------- | ----------------------------------------------------------------------- |
| 1                                                                   | 4                                                                     | 5                                                                       |

Namibia nahm an den Afrikaspielen 2023 in Accra, Ghana mit 78 Athleten teil. Diese konnten insgesamt zehn Medaillen gewinnen.

## Medaillenspiegel
| Rang | Sportart       | Gold | Silber | Bronze | Gesamt |
| ---- | -------------- | ---- | ------ | ------ | ------ |
| 1    | Schwimmen      | 1    | 2      | 2      | 5      |
| 2    | Cricket        | –    | 1      | –      | 1      |
| 2    | Radsport       | –    | 1      | –      | 1      |
| 3    | Leichtathletik | –    | –      | 2      | 2      |
| 3    | Ringen         | –    | –      | 1      | 1      |

### Medaillengewinner
| Name/n                                | Sportart       | Wettkampf        |
| ------------------------------------- | -------------- | ---------------- |
| Gold                                  |                |                  |
| Ronan Wantenaar                       | Schwimmen      | 100 m Brust      |
| Silber                                |                |                  |
| Anri Krugel                           | Radsport       | Frauen, Elite    |
| Alexander Skinner                     | Schwimmen      | 100 m Freistil   |
| Ronan Wantenaar                       | Schwimmen      | 200 m Brust      |
| Namibische Cricket-Nationalmannschaft | Cricket        | Herren           |
| Bronze                                |                |                  |
| Ester Abraham                         | Ringen         | Klasse bis 57 kg |
| Gilbert Hainuca                       | Leichtathletik | 100 m            |
| Jessica Humphrey                      | Schwimmen      | 200 m Rücken     |
| Alexander Skinner                     | Schwimmen      | 50 m Freistil    |
| Ryan Williams                         | Leichtathletik | Diskuswurf       |

## Teilnehmer nach Sportart

### Cricket
| Wettbewerb   | Frauen | Männer |
| ------------ | --- | --- |
| Athleten     | 16: Mezerly ǃGorasesKlicklaut, Naomi Benjamin, Arrasta Diergaardt, Riane Esterhuyzen, Dietlind Förster, Kayleen Green, Victoria Hamunyela, Yasmeen Khan (K), Bianca Manuel, Mekelaye Mwatile, Sylvia Shihepo, Saima Tuhadeleni, Edelle van Zyl, Irené van Zyl, Leigh Marie Vesser, Mwatile Wilka | 18: Peter-Daniel Blignaut, Jack Brassel, Nikolaas Davin, Merwe Erasmus, Shaun Fouché, Jan Frylinck, Zane Green, Gerhard Janse van Rensburg, Handre Klazinga, Jean-Pierre Kotze, Jan Nicol Loftie-Eason, Tangeni Lungamene, Bernard Scholtz, Ben Shikongo, Johannes Smith, Ruben Trumpelmann, Michael van Lingen, Helao Nafidi ya France |
| Trainer      | Francois van der Merwe | Oscar Nauhaus |
| Gruppenphase | Namibia 89/7 (20) Südafrika 29/4 (6.6) Namibia gewinnt mit 1 Run (DLS-Methode) Nigeria 111/6 (20) Namibia 56/10 (18.4) Nigeria gewinnt mit 55 Runs Namibia 103/8 (20) Tansania 107/9 (18.4) Tansania gewinnt mit 1 Wicket                                                                        | Simbabwe 197/6 (20) Namibia 162/8 (20) Simbabwe gewinnt mit 35 Runs Namibia 121/7 (20) Nigeria 126/7 (20) Nigeria gewinnt mit 3 Wickets Tansania |
| Halbfinale   | – | |
| Finale       | – | |
| Rang         | | Silber |

### Karate
| Athleten       | Wettbewerb  | Achtelfinale     | Achtelfinale  | Viertelfinale    | Viertelfinale | Halbfinale | Halbfinale | Finale | Finale   | Rang |
| Athleten       | Wettbewerb  | Gegner           | Ergebnis      | Gegner           | Ergebnis      | Gegner     | Ergebnis   | Gegner | Ergebnis | Rang |
| -------------- | ----------- | ---------------- | ------------- | ---------------- | ------------- | ---------- | ---------- | ------ | -------- | ---- |
| Frauen         |             |                  |               |                  |               |            |            |        |          |      |
| Suzelle Pronk  | Einzel Kata | Humu Yusif Zeba  | 32.60 : 31.80 | Maxime Willemse  | 35.30 : 36.60 | –          | –          | –      | –        |      |
| Männer         |             |                  |               |                  |               |            |            |        |          |      |
| Keanu Stuurman | Einzel Kata | Valdmir Casimiro | w/o           | Jesse Robert Sim | 34.50 : 37.90 | –          | –          | –      | –        |      |

### Leichtathletik
Laufen und Gehen
| Athleten                                                                                    | Wettbewerb   | 1. Runde    | 1. Runde | Halbfinale  | Halbfinale | Finale      | Finale | Rang   |
| Athleten                                                                                    | Wettbewerb   | Zeit        | Rang     | Zeit        | Rang       | Zeit        | Rang   | Rang   |
| ------------------------------------------------------------------------------------------- | ------------ | ----------- | -------- | ----------- | ---------- | ----------- | ------ | ------ |
| Frauen                                                                                      |              |             |          |             |            |             |        |        |
| Ndawane Haitembu                                                                            | 100 m        | 11,85 s     | 5        | 12,10 s     | 7          | –           | –      |        |
| Jade Nangula                                                                                | 100 m        | 12,27 s     | 5        | –           | –          | –           | –      |        |
| Sadé de Sousa                                                                               | 100 m        | 11,87 s     | 4        | 11,96 s     | 6          | –           | –      |        |
| Hanganeni Fikunawa                                                                          | 200 m        |             |          |             |            |             |        |        |
| Ndawane Haitembu                                                                            | 200 m        |             |          |             |            |             |        |        |
| Erin Koff                                                                                   | 200 m        |             |          |             |            |             |        |        |
| Johanna Ludgerus                                                                            | 200 m        |             |          |             |            |             |        |        |
| Jade Nangula                                                                                | 200 m        |             |          |             |            |             |        |        |
| Sadé de Sousa                                                                               | 200 m        |             |          |             |            |             |        |        |
| Napuumue Hengari                                                                            | 400 m        | 58,51 s     | 6        | –           | –          | –           | –      |        |
| Nandi Vass                                                                                  | 400 m        | DNS         | DNS      | –           | –          | –           | –      | –      |
| Tuuli Angala                                                                                | 800 m        | 2:10,66 min | 4        | –           | –          | –           | –      |        |
| Hanganeni Fikunawa >Johanna Ludgerus Jade Nangula Sadé de Sousa                             | 4 × 100 m    | 45,88 s     | 6        |             |            |             |        |        |
| Männer                                                                                      |              |             |          |             |            |             |        |        |
| Elvis Gaseb                                                                                 | 100 m        | 10,47 s     | 6        | 10,55 s     | 5          | –           | –      |        |
| Gilbert Hainuca                                                                             | 100 m        | 10,34 s     | 1        | 10,46 s     | 3          | 10,29 s     | 3      | Bronze |
| Hatago Murere                                                                               | 100 m        | 10,91 s     | 6        | –           | –          | –           | –      |        |
| Elvis Gaseb                                                                                 | 200 m        |             |          |             |            |             |        |        |
| Ivan Geldenhuys                                                                             | 200 m        |             |          |             |            |             |        |        |
| Gilbert Hainuca                                                                             | 200 m        |             |          |             |            |             |        |        |
| Hatango Murere                                                                              | 200 m        |             |          |             |            |             |        |        |
| Ivan Geldenhuys                                                                             | 400 m        | 47,56 s     | 4        | 48,01 s     | 7          | –           | –      |        |
| Dux Lutahezi                                                                                | 400 m        | 47,70 s     | 6        | –           | –          | –           | –      |        |
| André Retief                                                                                | 400 m        | 47,21 s     | 4        | 48,09 s     | 7          | –           | –      |        |
| Arno Angula                                                                                 | 800 m        | 1:53,71 min | 6        | –           | –          | –           | –      |        |
| David Dam                                                                                   | 800 m        | 1:47,42 min | 4        | 1:51,10 min | 7          | –           | –      |        |
| Elvis Gaseb Gilbert Hainuca Hatago Murere Sherman du Plessis                                | 4 × 100 m    | 40,20 s     | 4        | –           | –          | –           | –      |        |
| Nyanyukweni Angula Alexander Bock Ivan Geldenhuys Enock Kawiwi Dux Lutahezi Onesmus Nekundi | 4 × 400 m    |             |          |             |            |             |        |        |
| André Retief                                                                                | 400 m Hürden |             |          |             |            |             |        |        |
| Mixed                                                                                       |              |             |          |             |            |             |        |        |
| David Dam Tuulu Hangara Napuumue Hengari André Retief                                       | 4 × 400 m    | 3:37,19 min | 4        | –           | –          | 3:30,00 min | 8      | 8      |

Springen und Werfen
| Athleten                | Wettbewerb  | Qualifikation | Qualifikation | Finale     | Finale | Rang   |
| Athleten                | Wettbewerb  | Weite/Höhe    | Rang          | Weite/Höhe | Rang   | Rang   |
| ----------------------- | ----------- | ------------- | ------------- | ---------- | ------ | ------ |
| Frauen                  |             |               |               |            |        |        |
| Chrislene Klein         | Hochsprung  | –             | –             | 1,60 m     | 8      | 8      |
| Männer                  |             |               |               |            |        |        |
| Ryan Williams           | Diskuswurf  | –             | –             | 55,42 m    | 3      | Bronze |
| Coenraad Kühn           | Kugelstoßen | –             | –             | 15,90 m    | 6      | 6      |
| Chenoult Lionel Coetzee | Weitsprung  |               |               |            |        |        |

### Radsport

#### Straße
| Athleten           | Wettbewerb    | Zeit      | Rang |
| ------------------ | ------------- | --------- | ---- |
| Frauen             |               |           |      |
| Anri Krugel        | Straßenrennen | 2:42:25 h | 11   |
| Monique du Plessis | Straßenrennen | 2:58:55 h | OTL  |
| Jean-Mari Mostert  | Straßenrennen | 2:42:33 h | 17   |
| Olivia Shililifa   | Straßenrennen | 2:45:13 h | 23   |
| Männer             |               |           |      |
| Martin Freyer      | Straßenrennen | 3:08:52 h | 23   |
| Adrian Key         | Straßenrennen | 3:11:28 h | 43   |
| Danzel de Koe      | Straßenrennen | 3:11:50 h | 52   |
| Kevin Lowe         | Straßenrennen | 3:11:28 h | 42   |

#### Kriterium
| Athleten           | Wettbewerb      | Punkte | Rang   |
| ------------------ | --------------- | ------ | ------ |
| Frauen             |                 |        |        |
| Anri Krugel        | Kriterium Elite | 12     | Silber |
| Jean-Mari Mostert  | Kriterium Elite | 8      | 18     |
| Monique du Plessis | Kriterium Elite | 0      | 17     |
| Olivia Shililifa   | Kriterium Elite | 0      | 15     |
| Männer             |                 |        |        |
| Martin Freyer      | Kriterium Elite | 0      | 11     |
| Adrian Key         | Kriterium Elite | DNF    | DNF    |
| Danzel de Koe      | Kriterium Elite | DNF    | DNF    |
| Kevin Lowe         | Kriterium Elite | 0      | 29     |

#### U23
| Athleten           | Wettbewerb | Punkte | Rang |
| ------------------ | ---------- | ------ | ---- |
| Frauen             |            |        |      |
| Monique du Plessis | U23        | 0      | 7    |
| Olivia Shililifa   | U23        | 0      | 6    |
| Männer             |            |        |      |
| Kevin Lowe         | U23        | 0      | 15   |
| Adrian Key         | U23        | DNF    | DNF  |

### Ringen

#### Freier Stil
Legende: G = Gewonnen, V = Verloren, S = Schultersieg
| Athleten      | Wettbewerb       | Vorrunde        | Vorrunde | Halbfinale     | Halbfinale | Hoffnungsrunde Halbfinale | Hoffnungsrunde Halbfinale | Hoffnungsrunde Finale  | Hoffnungsrunde Finale | Finale | Finale   | Rang   |
| Athleten      | Wettbewerb       | Gegner          | Ergebnis | Gegner         | Ergebnis   | Gegner                    | Ergebnis                  | Gegner                 | Ergebnis              | Gegner | Ergebnis | Rang   |
| ------------- | ---------------- | --------------- | -------- | -------------- | ---------- | ------------------------- | ------------------------- | ---------------------- | --------------------- | ------ | -------- | ------ |
| Frauen        |                  |                 |          |                |            |                           |                           |                        |                       |        |          |        |
| Ester Abraham | Klasse bis 57 kg | Rassita Dembelé | 11:2     | Zineb Hassoune | 0:4        | –                         | –                         | Fatoumata Yarie Camara | w/o                   | –      | –        | Bronze |

#### Griechisch-römischer Stil
Legende: G = Gewonnen, V = Verloren, S = Schultersieg
| Athleten            | Wettbewerb       | Vorrunde              | Vorrunde | Halbfinale | Halbfinale | Hoffnungsrunde Halbfinale | Hoffnungsrunde Halbfinale | Hoffnungsrunde Finale | Hoffnungsrunde Finale | Finale | Finale   | Rang |
| Athleten            | Wettbewerb       | Gegner                | Ergebnis | Gegner     | Ergebnis   | Gegner                    | Ergebnis                  | Gegner                | Ergebnis              | Gegner | Ergebnis | Rang |
| ------------------- | ---------------- | --------------------- | -------- | ---------- | ---------- | ------------------------- | ------------------------- | --------------------- | --------------------- | ------ | -------- | ---- |
| Männer              |                  |                       |          |            |            |                           |                           |                       |                       |        |          |      |
| Romio Goliath       | Klasse bis 60 kg | Moamen Mohamed        | 1:9      | –          | –          | –                         | –                         | –                     | –                     | –      | –        |      |
| Benhard Shafaihuuna | Klasse bis 77 kg | Elkrimouakali Ouakali | 0:8      | –          | –          | Radhwen Tarhouni          | 2:11                      | –                     | –                     | –      | –        |      |

### Schach
Die namibischen Teilnehmer im Schach kamen schlussendlich nicht im offiziellen Spielplan vor.
| Frauen              |   |  |  |  |  |  |  |  |  |  |
| Jolly Nepando       | ? |  |  |  |  |  |  |  |  |  |
| Männer              |   |  |  |  |  |  |  |  |  |  |
| Heskiel Ndahangwapo | ? |  |  |  |  |  |  |  |  |  |

### Schwimmen
| Frauen                                                            |                     |             |     |              |     |        |
| Trisha Mutumbulua                                                 | 50 m Brust          | 37,70 s     | 5   | –            | –   |        |
| Trisha Mutumbulwa                                                 | 50 m Freistil       | 28,02 s     | 6   | –            | –   |        |
| Jessica Humphrey                                                  | 50 m Rücken         | 30,53 s     | 2   | 30,14 s      | 6   | 6      |
| Molina Smalley                                                    | 50 m Schmetterling  | 30,30 s     | 4   | –            | –   |        |
| Reza Westerduin                                                   | 50 m Schmetterling  | 29,35 s     | 4   | –            | –   |        |
| Jessica Humphrey                                                  | 100 m Freistil      | 1:01,43 min | 5   | –            | –   |        |
| Molina Smalley                                                    | 100 m Freistil      | 1:02,28 min | 6   | –            | –   |        |
| Jessica Humphrey                                                  | 100 m Rücken        | 1:07,12 min | 3   |              |     |        |
| Reza Westerduin                                                   | 100 m Rücken        | 1:10,07 min | 5   | –            | –   |        |
| Trisha Mutumbulwa                                                 | 100 m Schmetterling | 1:09,87 min | 7   | –            | –   |        |
| Reza Westerduin                                                   | 100 m Schmetterling | 1:06,35 min | 4   | –            | –   |        |
| Reza Westerduin                                                   | 200 m Brust         | 2:31,91 min | 4   | 2:30,99 min  | 8   |        |
| Jessica Humphrey                                                  | 200 m Freistil      | 2:15,97 min | 4   | –            | –   |        |
| Molina Smalley                                                    | 200 m Freistil      | 2:14,63 min | 5   | 2:13,65 min  | 7   | 7      |
| Jessica Humphrey                                                  | 200 m Lagen         | 2:35,45 min | 5   | –            | –   |        |
| Molina Smalley                                                    | 200 m Lagen         | 2:29,32 min | 2   | 2:28,71 min  | 6   |        |
| Jessica Humphrey                                                  | 200 m Rücken        | 2:27,16 min | 2   | 2:21,84 min  | 3   | Bronze |
| Reza Westerduin                                                   | 200 m Rücken        | 2:31,91 min | 4   | –            | –   |        |
| Molina Smalley                                                    | 400 m Freistil      | –           | –   | 4:40,41 min  | 5   | 5      |
| Reza Westerduin                                                   | 800 m Freistil      | –           | –   | 9:52,02 min  | 5   | 5      |
| Jessica Humphrey Trisha Mutumbulwa Molina Smalley Reza Westerduin | 4 × 100 m Freistil  | –           | –   | DSQ          | DSQ | DSQ    |
| Reza Westerduin                                                   | 1500 m Freistil     | –           | –   | 18:50,33 min | 4   | 4      |
| Jessica Humphrey Trisha Mutumbulwa Molina Smalley Reza Westerduin | 4 × 100 m Lagen     | –           | –   | 4:32,98 min  | 5   | 5      |
| Männer                                                            |                     |             |     |              |     |        |
| Jose Cajulo                                                       | 50 m Brust          | 29,91 s     | 4   | –            | –   |        |
| Ronan Wantenaar                                                   | 50 m Brust          | 28,49 s     | 1   | 28,36 s      | 4   | 4      |
| Alexander Skinner                                                 | 50 m Freistil       | 22,73 s     | 1   | 22,67 s      | 3   | Bronze |
| Jose Cajulo                                                       | 50 m Rücken         | 28,27 s     | 4   | –            | –   | 11     |
| Alexander Skinner                                                 | 50 m Schmetterling  | 25,27 s     | 5   | –            | –   |        |
| Jose Cajulo                                                       | 100 m Brust         | 1:05,33 min | 3   | –            | –   |        |
| Ronan Wantenaar                                                   | 100 m Brust         | 1:03,08 min | 1   | 1:01,86 min  | 1   | Gold   |
| Jose Cajulo                                                       | 100 m Freistil      | 54:26 s     | 7   | –            | –   |        |
| Alexander Skinner                                                 | 100 m Freistil      | 50,81 s     | 1   | 49,29 s      | 2   | Silber |
| Alexander Skinner                                                 | 100 m Schmetterling | 56,43 s     | 3   | 56,56 s      | 8   | 8      |
| Oliver Durand                                                     | 200 m Brust         | 2:29,35 min | 6   | –            | –   |        |
| Ronan Wantenaar                                                   | 200 m Brust         | 2:21,28 min | 3   | 2:15,52 s    | 2   | Silber |
| Oliver Durand                                                     | 200 m Freistil      | 1:57,66 min | 4   | –            | –   |        |
| Alexander Skinner                                                 | 200 m Freistil      | 1:55,08 min | 2   | 1:53,27 min  | 4   | 4      |
| Oliver Durand                                                     | 200 m Lagen         | 2:06,78 min | 1   | 2:09,58 min  | 7   | 7      |
| Ronan Wantenaar                                                   | 200 m Lagen         | 2:06,78 min | 1   | 2:05,33 min  | 4   | 4      |
| Oliver Durand                                                     | 200 m Rücken        | 2:14,31 min | 4   | –            | –   |        |
| Oliver Durand                                                     | 200 m Schmetterling | –           | –   | 2:08,07 min  | 5   | 5      |
| Alexander Skinner Jose Cajulo Ronan Wantenaar Oliver Durand       | 4 × 100 m Freistil  | 3:35,76 min | 3   | 3:29,79      | 5   | 5      |
| Alexander Skinner Jose Cajulo Ronan Wantenaar Oliver Durand       | 4 × 100 m Lagen     | DSQ         | DSQ | –            | –   | DSQ    |
| Mixed                                                             |                     |             |     |              |     |        |
| ?                                                                 | 4 × 100 m Freistil  | 3:49,58 min | 1   | 3:43,88 min  | 5   | 5      |
| Jose Canjulo Trisha Mutumbulua Ronan Wantenaar Reza Westerduin    | 4 × 100 m Lagen     | 4:13,50 min | 4   | –            | –   |        |